# Burg Erichsberg
Die Burg Erichsberg, heute Erichsburg genannt, ist der geringe Rest einer mittelalterlichen Höhenburganlage auf einem Felsen an der historischen Beckstraße am Ramberg im Harz. Das Burgareal liegt in der Gemarkung Gernrode der Stadt Quedlinburg in der Nähe des Ortsteils Friedrichsbrunn der Stadt Thale.

## Geschichte
Graf Heinrich zu Stolberg kaufte 1320 von Heineke von Hoym und Bertholdus II. von Arnswald, genannt Geylvus (heute Geilfuss/Geilfuß), das im 12. Jahrhundert erstmals urkundlich erwähnte befestigte Haus zum Erichsberg nebst Zubehör, vermutlich erbaut zum Schutz eines Handelsweges. Um die neuen Güter zu sichern, trug er sie gemeinsam mit der etwa gleichzeitig erworbenen Burg Wolfsberg 1325 dem Bischof von Halberstadt zu Lehen auf.
Graf Heinrich zu Stolberg überließ Erichsberg seinem Vetter Hermann, der auf dem Hause Erichsberg Söldner hielt, die das Thüringer Land und namentlich die Grafen von Hohnstein zu Sondershausen schädigten. Daraufhin soll Markgraf Friedrich 1346 gemeinsam mit Bürgern von Erfurt, Mühlhausen und Nordhausen vor die Burg gezogen sein, den Stolberger Grafen gefangen genommen und die Burganlage zerstört haben. Graf Hermann wurde mit seinen adligen Gefolgsleuten, darunter ein Heinrich von Werthern, enthauptet, seine Diener „sogleich am Baume gehenkt“. Erichsberg durfte nicht wiederaufgebaut werden. Die Ruine wurde später dem stolbergischen Amt Bärenrode zugeschlagen.
Von der ehemaligen Burganlage sind noch einige geringe Mauerreste sowie geringe Teile der einstigen Wallanlagen und des Burggrabens erkennbar.

## Sonderstempelstelle
Am Erichsberg befindet sich ein Holzkasten mit Sonderstempel (Nr. 5) für das sachbezogene Abzeichen zum Begleitheft Harzer Geschichtsorte: Burgen und Schlösser der Harzer Wandernadel.